# Ольшанська сільська рада (Романівський район)
Ольшанська сільська рада — колишня адміністративно-територіальна одиниця та орган місцевого самоврядування у Мархлевському (Довбишському), Баранівському і Романівському (Дзержинському) районах Волинської округи, Київської й Житомирської областей Української РСР та України з адміністративним центром у с. Ольшанка.

## Населені пункти
Сільській раді підпорядковані населені пункти:
- с. Ольшанка
- с. Бубни
- с. Улянівка
- с. Цеберка

## Населення
Станом на 1927 рік кількість населення сільської ради становила 842 особи, з них 673 (80 %) — особи польської національності. Кількість селянських господарств — 157.
Кількість населення ради станом на 1931 рік становила 919 осіб.
Станом на 5 грудня 2001 року, відповідно до перепису населення України, кількість мешканців сільської ради становила 319 осіб.

## Склад ради
Рада складалася з 12 депутатів та голови.

## Історія
Створена 1 вересня 1925 року в складі сіл Будисько і Ольшанка та колонії Віцентова Бубнівської сільської ради Баранівського району Житомирської (згодом — Волинська) округи. Станом на 1 жовтня 1941 року кол. Віцентова не значилася на обліку населених пунктів. У 1946 році с. Будисько підпорядковане Підкозарківській сільській раді Баранівського району.
Станом на 1 вересня 1946 року сільська рада входила до складу Баранівського району Житомирської області, на обліку в раді перебували с. Ольшанка та х. Осова.
Ліквідована 11 серпня 1954 року, відповідно до указу Президії Верховної ради Української РСР «Про укрупнення сільських рад по Житомирській області», територію та населені пункти ради приєднано до складу Жаборицькогутянської сільської ради Баранівського району. Відновлена 21 червня 1991 року, відповідно до рішення Житомирської обласної ради «Про внесення змін в адміністративно-територіальний устрій окремих районів», у складі сіл Бубни, Ольшанка, Улянівка та Цеберка Вільшанської сільської ради Дзержинського району Житомирської області.
Виключена з облікових даних 17 липня 2020 року. Територію та населені пункти ради, відповідно до розпорядження Кабінету Міністрів України № 711-р від 12 червня 2020 року «Про визначення адміністративних центрів та затвердження територій територіальних громад Житомирської області», включено до складу новоствореної Романівської селищної територіальної громади Житомирського району Житомирської області.
Входила до складу Мархлевського (Довбишського, 1.09.1925 р.), Баранівського (17.10.1935 р.) та Романівського (Дзержинського, 21.06.1991 р.) районів.